# Tylochromis sudanensis
Tylochromis sudanensis är en fiskart som beskrevs av Daget, 1954. Tylochromis sudanensis ingår i släktet Tylochromis och familjen Cichlidae. IUCN kategoriserar arten globalt som livskraftig. Inga underarter finns listade i Catalogue of Life.